# Tord de Fea
El tord de Fea (Turdus feae) és un ocell de la família dels túrdids (Turdidae).

## Hàbitat i distribució
Habita els boscos de les muntanyes del nord-est de la Xina, al nord de Hebei.